# Dr. Kucho!
Dr. Kucho! (nascido como Daniel Manzano Salazar em 4 de dezembro de 1972) é um DJ e produtor espanhol. Ele é mais conhecido pelo seu single de 2005 "Can't Stop Playing", com Gregor Salto. A canção foi relançada em 2014,foi remixada por Oliver Heldens e com vocais de Ane Brun. A canção chegou à 4ª colocação na parada britânica, um feito histórico para o cantor.

## Discografia

### Singles
| 2004                                                                                      | "Belmondo Rulez 2.0 (It's All About You)" (featuring Jodie)                   | 55 | —  | Singles sem álbum |
| 2005                                                                                      | "Can't Stop Playing" (with Gregor Salto)                                      | 33 | 16 | Singles sem álbum |
| 2007                                                                                      | "Love Is My Game" (with Gregor Salto)                                         | —  | 24 | Singles sem álbum |
| 2007                                                                                      | "Lies to Yourself"                                                            | —  | 30 | Singles sem álbum |
| 2009                                                                                      | "Holy Spirit"                                                                 | —  | —  | Singles sem álbum |
| 2009                                                                                      | "Groover's Delight"                                                           | —  | —  | Singles sem álbum |
| 2009                                                                                      | "Just Be Good to Me"                                                          | —  | —  | Singles sem álbum |
| 2010                                                                                      | "Funkatron"                                                                   | —  | —  | Singles sem álbum |
| 2010                                                                                      | Chase                                                                         | —  | —  | Singles sem álbum |
| 2010                                                                                      | The Big Bang Theory/My Way                                                    | —  | —  | Singles sem álbum |
| 2010                                                                                      | "Lloraras" (Dr. Kucho! vs. Mike Haddad & Royce Haven)                         | —  | —  | Singles sem álbum |
| 2011                                                                                      | "Beyond The Rave" (Dr. Kucho! vs. Jacobsen)                                   | —  | —  | Singles sem álbum |
| 2012                                                                                      | "To Russia with Love"                                                         | —  | —  | Singles sem álbum |
| 2012                                                                                      | "Belmondo Rulez 4.0"                                                          | —  | —  |                   |
| 2013                                                                                      | "The Whistle Song"                                                            | —  | —  |                   |
| 2014                                                                                      | "Can't Stop Playing" (Oliver Heldens & Gregor Salto Remix) (com Gregor Salto) | 38 | 66 | Single sem álbum  |
| 2015                                                                                      | "Love Is My Game" (Gregor Salto & Lucas & Steve)                              | —  | —  | Single sem álbum  |
| "—" indica um single que não alcançou aquela parada ou que não foi lançado naquele local. |                                                                               |    |    |                   |